# 후진타오
후진타오(중국어 간체자: 胡锦涛, 정체자: 胡錦濤, 병음: Hú Jǐntāo, 한자음: 호금도,1942년 12월 21일~)는 정치인으로 전 중국공산당 중앙위원회 총서기이자 중화인민공화국의 주석이다.

## 경력

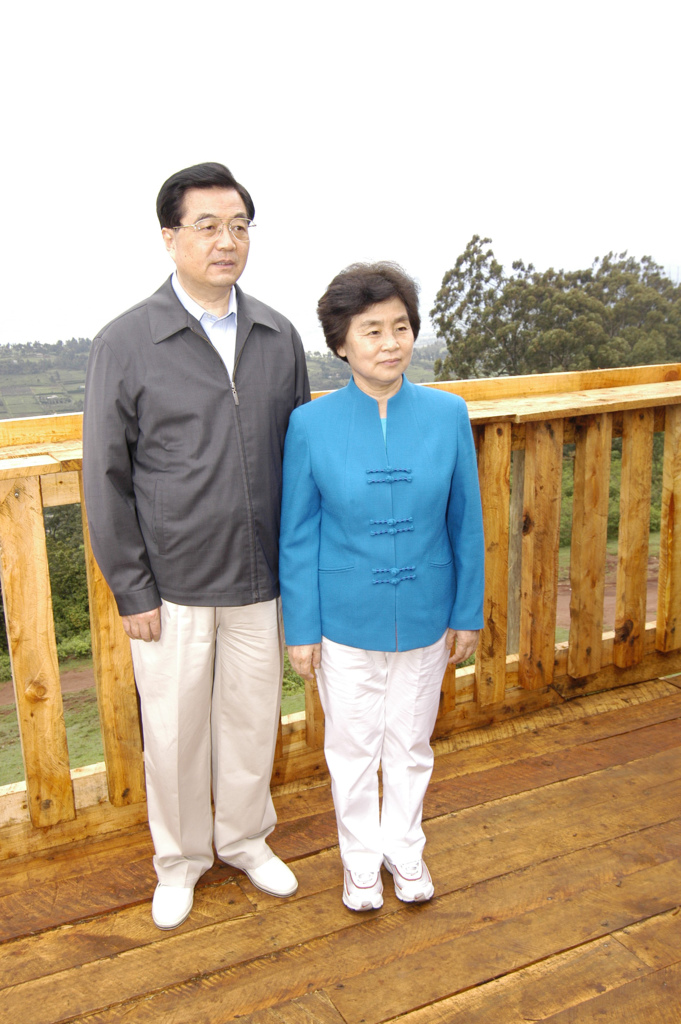
후진타오 주석(왼쪽)과 부인 류융칭 여사

- 1942년 12월 21일 - 중화민국 장쑤 성 타이저우 시(현재의 중화인민공화국 장쑤성 타이저우 시) 태생(호적은 안후이성)
- 1956년 7월 - 장쑤 성 타이저우 시 제2초급 중학(중학교) 졸업.
- 1959년 7월 - 타이저우 중학(고교) 졸업.
- 1964년 4월 - 중국 공산당에 입당.
- 1965년 7월 - 칭화 대학 수리 공학과 졸업, 대학교 졸업 후 첫 직장인 수력 발전소에서 기사로 활동.
- 1974년 - 간쑤성 건설위비서
- 1975년 - 간쑤성 건설계관리처 부처장
- 1980년 - 간쑤성 건설위 부주임
- 1982년 2월 - 공청단(공산주의 청년단) 간쑤성위 서기
- 1983년 8월 - 공청단 중앙서기처서기, 공청단주석으로 두각을 나타냈다.
- 1984년 11월 - 공산주의 청년단 중앙 서기 제1서기로 취임.
- 1985년 7월 - 구이저우성의 공산당 위원회의 서기에 임명.
- 1985년 9월 - 중국 공산당 중앙위원회의 상임위원으로 승진.
- 1988년 12월 - 티베트 자치구의 공산당 서기로 취임.
- 1989년 3월 7일 - 라싸에 계엄령을 선포.
- 1990년 10월 - 티베트 군구 제1서기의 겸임으로 임명.
- 1992년 10월 - 중국 공산당 제14회 전인대에서 중앙 정치국 상무 위원으로 발탁되었다. 이러한 후진타오의 발탁이 진행되어 21세기의 리더의 하나로서 위치를 인정받은 것이다. 1993년 중앙당 학교장을 역임하고, 1997년 9월 - 중국 공산당 제15회 대회에서 정치국 상무 위원으로 재선되었다.
- 1998년 3월 - 전국인민대표대회(전인대)에서 국가부주석으로 선출.
- 1998년 4월 - 한국 방문, 김대중 대통령과 회담.
- 1999년 9월 - 중앙 군사 위원회 부주석으로 선출되어 겸무하였다.
- 2002년 11월 15일 - 중국 공산당 제16기 중앙위원회 제1회 전체 회의에서 총서기로 선출됨.
- 2003년 3월 - 제10기 전인대 제1회 회의에서 국가 주석으로 선출됨.
- 2004년 9월 19일 - 중국 공산당 제16기 중앙위원회 제4회 전체 회의에서 당의 중앙군사위원회 주석으로 취임하여 당, 국가, 군을 장악하는 최고지도자가 되었다.
- 2005년 3월 13일 - 전국인민대표회의에서 국가중앙군사위원회 주석으로 선출.
- 2005년 11월 - 한국을 방문, 노무현 대통령과 정상 회담. APEC 정상회의 참석차 부산을 방문.
- 2006년 4월 - 미국을 공식 방문.
- 2007년 10월 22일 - 중국 공산당 제17기 중앙위원회 제1회 전체 회의에서 총서기로 재선출(2기)되고 2008년에는 국가주석과 중앙군사위원회 주석에도 재선되었다. 후진타오는 일본과의 관계강화에 적극적이었던 자오쯔양에 가깝다고 알려져 있어 대일 관계 개선에도 전향적으로 나서고 있다.
- 2008년 5월 - 일본을 공식 방문하여 후쿠다 야스오 총리와 정상회담을 하였다. 같은 해 8월에는 한국을 방문, 이명박 대통령과 정상회담을 하였다.

### 직장경력
칭화 대학교에서 수리공학을 공부하였으며, 문화 대혁명 기간 동안 일체의 정치 활동을 하지 않아 혁명의 광풍에 휘말리지는 않았다. 대학교 졸업 이후 수력발전소에서 노동자로 근무를 시작하여 기술자, 정치인을 거쳐 중국의 최고 권력자가 된다.

### 정치경력
덩샤오핑은 국가 주석직과 당수직과 군권을 분할하되 실질적으로 모든 권력의 집행자로 군림하였으나, 2002년 장쩌민으로부터 당 총서기직을 넘겨받아 당권을, 2004년 9월에는 국가 주석직과 당 중앙군사위원회 주석직을 넘겨받아 공식적으로 정권과 당권, 군권을 모두 장악하였다.

### 업적
장쩌민의 삼개대표사상을 토대로 중국 내 자본가들을 잇따라 중국공산당 내로 끌어 들였으며 중국 내에서 이른바 제2의 만리장성이라고 부르던 천산 고속도로의 공사를 마치는 등 다양한 업적을 남겼다. 2010년 11월, 미국 대통령 버락 오바마를 제치고, 미국 경제전문지 포브스 지가 선정한 세계에서 영향력이 가장 큰 인물에 선정되었다.

## 생애

### 어린 시절

#### 출생

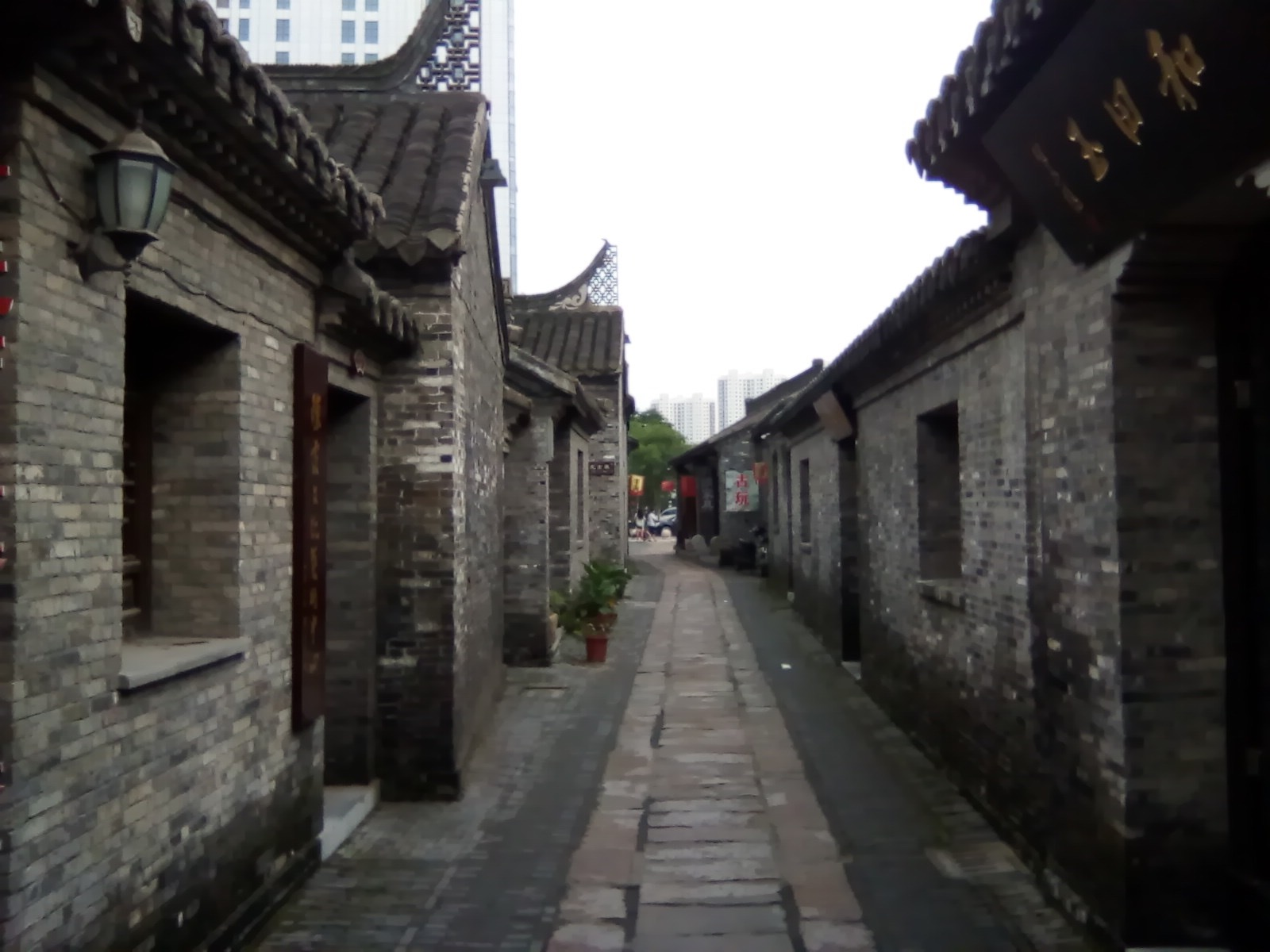
후진타오의 생가

후진타오는 장쑤성 타이저우에서 태어났다. 대대로 차(茶)를 판매하는 상점의 집안이였던 아버지 후쩡위 교사는 일본의 침략전쟁인 중일전쟁으로 가문의 재산을 모두 잃고, 초등학교 교사로 상하이에서 일하던 중 어머니 리원뤠이를 만나게 되었다. 후진타오는 그 부부의 아들로 1942년 12월 21일 전쟁 중에 태어났다. 1947년 아버지가 장쑤성에서 사업을 다시 시작하고 1947년 8월 후진타오는 따푸 소학교에 입학하게 된다. 그 해 어머니의 별세와 교사출신인 아버지의 영향을 받아 어렸을 때부터 공부에 매진하였다.

#### 중학교 입학
1953년 7월 한국의 초등학교인 소학교를 졸업하고 타이저우 제2 중학교에 입학하였으며, 1955년 아버지의 가게가 중국공산당에게 공사합영으로 재산을 몰수당하여 가세(家世)는 더욱 위태롭게 되었다. 1956년 명문 고등학교인 타이저우 중학교에 진학했다. 당시 타이저우 중학교는 대학교 진학률 100%를 자랑할 정도로 실력이 뛰어난 학교였다. 1957년 후진타오는 공산주의청년단(공청단)에 가입하면서 정치에 관심을 두기 시작한다.

### 청년 시절

#### 칭화 대학교
1959년 9월 명문 칭화대학교 수리학(水利學)과에 진학한 후진타오는 졸업 때까지 한 과목을 제외한 모든 과목에 만점을 받는 수재였다. 대학교에서 후에 결혼하게 되는 자기보다 한 살 많은 류융칭을 사귀게 되었다. 1964년 중국 공산당에 입당하고, 그 해 칭화대학교의 정치보도원이 되었다.

#### 문화대혁명
1966년 문화대혁명이 터지게 되고 후진타오는 류사오치(劉少奇)와 덩샤오핑을 지지하는 입장에 있었다. 그러나 조반파(造反派) 홍위병들의 압박속에 자아비판서를 제출한 뒤 정치투쟁에 일절 관여하지 않는 소요파로 지내게 된다.

#### 직장
졸업을 하게 된 후진타오는 1968년 간쑤 성 용칭 현에 있는 류지아샤 댐의 노동자로 직장분배를 받게 된다. 후진타오는 대학교를 나온 엘리트였음에도, 관리직이 아닌 노동자로 직장분배를 받았으나 낙천적인 성품으로 빠르게 적응하여 현장 노동자들에게도 인정을 받게 된다.

#### 결혼
그 당시 류융칭은 베이징 수리부 설계원으로 근무하고 있었는데 간쑤 성에 있는 후진타오와는 연인 관계임에 불구하고 만날수가 없었다. 류융칭은 자신을 간쑤 성으로 좌천 시켜 달라고 요청했으나, 후진타오가 있는 류지아샤 댐이 아닌 빠판샤 댐으로 배치를 받았다, 그러나 후진타오는 성실한 노동으로 간부의 눈에 띄어 빠판샤 댐 기술원으로 이직하였고 애인 류융칭을 만났다. 직장에서 빠판샤 댐 분국장 비서로 승진하였고, 그 해 결혼하게 된다.

#### 공산당 간부
다시 빠판샤 분국 기관당 총지부 부서기로 승진한 후진타오는 5년 후 1974년 간쑤 성 건설위원회 비서, 1980년 간쑤 성 건설위원회 부주임에까지 오르게 된다. 이후 중앙당교에서 공산당 간부 교육을 마친 후진타오는 1983년 공산주의 청년단 중앙 제2서기로 중앙정치에 손을 뻗치게 된다.

### 정치
1984년 중국의 2인자 후야오방의 지방 시찰에 동행한 후진타오는 그곳에서 후야오방의 눈에 띄게 되고 자연스럽게 덩샤오핑의 총애를 받게 된다.
1984년 9월 일본에 대한 유화정책의 결과로 일본의 방문단을 후진타오가 영접하게 되었는데, 방문당원 중 위경련을 일으킨 일본인을 침착한 조치로 생명을 구해 능력을 인정을 받았다.
1984년 11월 후진타오는 공산주의 청년단 제1서기로 승진하였으며 1985년 구이저우성 당위원회 서기로 임명되었으며, 그는 공청단 계열의 급진 개혁파다.

### 장년기

#### 구이저우 당서기
가난하고 험한 지형의 구이저우성의 당서기로 임명된 후진타오는 농업 분야 선진국과의 교류로 구이저우를 농업특구로 발전시키기 위해 노력했다. 또한 교육재정 확충과 학교 건설에 열정을 갖고 교육 발전을 위해 힘썼다. 지방 시찰을 나온 후야오방에게 인상적인 모습을 보여준 후진타오는 덩샤오핑에게 확실하게 자신의 존재를 각인시킨다.

#### 티베트 당서기
성실하고 능력있는 관리로 신임을 얻어 가던 후진타오에게도 시련은 찾아오게 된다. 1989년 1월 9일 티베트의 당서기로 발령 받게 된 것이다. 소수민족자치구의 당서기는 일반 성(省)의 당서기보다 한 단계 낮은 직책인데, 당시의 긴급한 상황이 후진타오를 중앙에서 파견토록 한 것이다. 티베트는 1950년대 마오쩌둥에 의해 중국에 편입된 곳으로 오랫동안 달라이라마와 판첸라마가 함께 투쟁을 전개하고 있던 지역이었다. 후진타오가 발령난 뒤 판첸라마가 공공연히 지도부를 비판하자 후진타오는 정치적으로 몰리게 되었다. 1989년 3월 5일 티베트의 지도자 판첸라마가 의문의 죽음을 당하자 1989년 3월 7일 대대적인 반 중국 시위가 일어나게 된다. 후진타오는 계엄령을 선포하였고 유혈 진압을 하게 되었으나, 그 뒤 지역이 안정을 찾으면서 후진타오는 중앙 정치인들에게서 신임을 얻게 되었다.

#### 덩샤오핑의 지원
개혁, 개방으로 인해 소수민족 분규가 잦아지고 국가 내 사회적, 경제적 불안정도 심해졌다. 개혁, 개방을 주창하던 파들은 따라서 마오쩌둥을 지지하는 공산당내 반대세력에게 밀리게 되고 그들의 거센 압력 속에서 덩샤오핑은 결국 사회 안정을 지켜내면서 미국과의 관계를 개선, 경제 개방을 계속 추진할 수 있는 상하이의 장쩌민을 후계자로 지목하는데, 덩샤오핑은 그 뒤 차차기 지도자로 후진타오가 장쩌민의 뒤를 잇기를 바랐으며 살아있는 동안 끊임없이 지원을 하였다. 이후 원로 세력들과의 타협 속에서 덩샤오핑의 물밑 지원을 받은 후진타오는 1993년 중앙정치국 상무위원 겸 중앙서기처 상무서기 겸 중앙당교 교장으로 중앙정치의 명실상공 차기 대권주자로 나서게 된다.

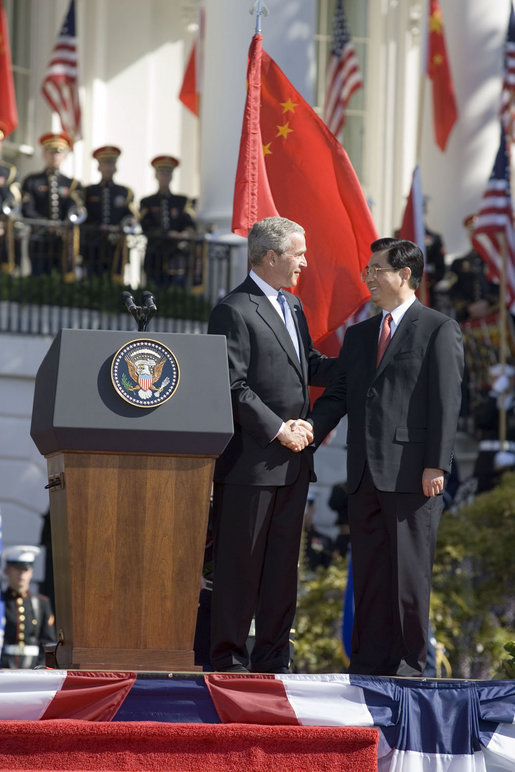
백악관에서 부시 대통령과 회담 후 악수하는 후진타오

#### 총서기 겸 주석
1998년 국가부주석, 1999년 중앙군사위원회 부주석 마침내 2002년 11월 15일 중국공산당 총서기에 오르게 되고 2003년 중화인민공화국 국가주석에 오르지만 당시 공산당 및 국가중앙군사위원회 주석직은 장쩌민이 차지하고 있어서 완전한 최고권력을 행사하지 못하고 장쩌민 전주석과 상하이방의 견제를 받아야했지만 2004년 9월 19일 당 중앙군사위원회 주석직에 취임하고 2005년 3월 13일 국가 주석 겸 국가중앙군사의원회 주석이 되어 중국내 노선의 권력을 완전 장악하고 중국의 명실상공 최고 권력자로 우뚝 서게 된다. 재임기간 중 2008년 베이징 올림픽의 성공적 개최했고, 눈부신 경제발전을 이끌어 독일과 일본을 제치고 경제규모 세계 2위의 대국으로 이끌었다.

## 정책과 업적

### 과학적 발전관
과학적 발전관은 인간을 근본으로, 사회와 조화를 이루면서, 지속가능한 발전을 추구할 수 있는 과학적 통치 체계를 말하며 불균형한 성장을 바로잡는 데 중점을 두었다. 과학적 발전관이 제기된 것의 배경은 개혁, 개방 이전의 정치와 경제, 국제관계를 비판하고, 개혁, 개방 이후의 국가발전의 동력을 과학기술 및 사회적 균형의 증진에 둔 것이다. 과학적 발전관은 후진타오 지도부가 일관되게 진행한 중요한 전략 사상이었고, 후진타오 및 그의 싱크탱크로부터 집권 초기인 2004년에 공개되었다. 경제성장 일변도를 관철하였던 덩샤오핑, 장쩌민 시대로부터 부분적인 궤도 수정이 도모되는가에 대해 주목을 받았다. 2007년의 중국공산당 제17회 전국대표대회에서 당의 중요한 전략 사상으로서 "덩샤오핑 이론"과 장쩌민의 "삼개대표사상"과 나란히 당 규약 중에 명기되었다.

### 팔영팔치
2006년 3월, 중국 인민들이 해야 할 여덟 가지의 일과 해서는 안 될 여덟 가지의 일을 고시로 표현한 팔영팔치를 제시하여, 경제발전 이후 불거진 양극화 문제와 개인주의의 확산 문제를 해결하고자 애국심과 단결을 강조하였다.

### 조화로운 사회 건설
2005년 3월의 전인대 이후, 후진타오 지도부는 "조화로운 사회 건설"의 건설을 강조하였다. 현재, 중국에는 경제발전의 이면에, 빈부의 격차, 치안, 실업, 부패 등의 문제가 심각하게 되었다. 생활고 및 토지수용이나 독직 등 당국에의 불만으로부터 중국 각지에서 데모와 폭동이 빈발하기도 했다. 정부는 이러한 사태의 악화를 염려하며, "조화로운 사회"의 건설을 중요과제로서 제기하였다. 그 실현을 위해서는, 부의 재분배 시스템을 확립하고, 빈부의 격차의 해소에 노력하지 않으면 안된다는 것이다. 그러나 기득권층의 이해에도 저촉하기 때문에, 그 실현에는 곤란이 뒤따르기도 했다. 조화로운 사회 개념을 이해하기 위해서는 그 이면의 인문학적 시야도 필요하다는 것이었다.

### 외교
대한민국과의 동물외교
그는 임기 동안 대한민국을 여러 차례 방문하였는데 그 중 2005년에 APEC 정상회담을 참석하기 위해 부산을 방문하였고 노무현 대통령(당시)에게 시베리아 호랑이 1쌍을 기증하였다. 그리고 2008년 베이징 올림픽이 끝난 뒤에 방한을 하여 이명박 대통령에게 따오기 1쌍을 기증하기도 했다. 현재 경상남도에서 번식을 추진하여 복원사업을 진행하고 있다.
북한 방문
그는 두 차례 북한을 방문한 바가 있는데 한 번은 북과 합작으로 만든 유리 공장을 방문했다.

### 재임 중 주요 사건
- 2008년 티베트 소요 사태
- 2008년 쓰촨 대지진
- 2008년 중국산 유제품 멜라민 오염사건
- 2009년 7월 우루무치 소요 사태

## 참고 문헌
- 박근형 - 《후진타오 이야기》 2010년 판 (ISBN 978-89-7677-623-5)